# Papa Highirte
Papa Highirte é uma peça teatral de Oduvaldo Vianna Filho escrita  em  1968. A peça  tem 11 personagens e se desenvolve em um único ato.
Papa Highirte é um ditador típico do Terceiro Mundo que fora banido de seu país, Alhambra, depois de governá-lo por seis anos. Seu governo havia sido conduzido de maneira violenta pelo coronel Perez y Mejía, mas ele parecia estar alheio a isso. Acaba sendo deposto por um golpe militar (arquitetado próprio Perez y Mejía), que leva Camacho ao poder. Papa Highirte é, então, exilado por três anos.
Planeja seu retorno ao poder mas acaba sendo assassinado por um revolucionário, Pablo Mariz, que assim pretendia vingar a morte de seu amigo, Manito, morto sob tortura durante o governo de Highirte.
"A peça coloca em cena Highirte, ex-ditador de uma localidade latino-americana fictícia chamada Alhambra. Após ser deposto por um golpe tramado pelo militar general Pepe y Mejia, que outrora conduzira seu governo com mãos de ferro, o político tenta rearticular forças para retomar o poder enquanto está no exílio em Montalva, outro lugar fictício do continente. Ao localizar os acontecimentos em lugares fictícios, mas esforçando-se para caracterizá-los enquanto latino-americanos, Vianinha expõe com nitidez que o que acontece nesses lugares poderia acontecer em qualquer lugar do continente. [...] Paralelamente aos conchavos políticos de Highirte, desenvolve-se a busca de Mariz por vingança. Ele, um militante da luta não armada de Alhambra, sob tortura, delatou o amigo guerrilheiro, Manito, que posteriormente foi morto pela repressão do governo Highirte em função das informações fornecidas por Mariz. Com a consciência atormentada e decidido a vingar o companheiro, ele se envolve com Graziela, amante de Highirte, e se torna motorista do ex-ditador no exílio para, ao final da peça, assassiná-lo."
Papa Highirte recebeu o 1º prêmio no Concurso do Serviço Nacional de Teatro. Porém logo depois foi censurada e não pôde ser encenada nem publicada até a revogação do AI-5, em 1979. Naquele ano foi afinal apresentada no Teatro dos Quatro (Rio de Janeiro), sob a direção de Nelson Xavier. Do elenco participaram Sérgio Britto, Tonico Pereira, Ângela Leal, Nildo Parente, Carlos Alberto Baía, Dinorah Brillanti, Hélio Guerra, Paulo Barros e Miguel Rosenberg.
A peça foi traduzida e adaptada para o francês por Jacques Thieriot e levada ao ar pela France Culture.
Em 2019, o texto da peça foi relançado em livro pela Temporal Editora, como parte do projeto que visa publicar as peças de Oduvaldo Vianna Filho.